# Aulla
Aulla és un comune (municipi) de la província de Massa i Carrara, a la regió italiana de la Toscana. A 1 de gener de 2019 la seva població era de 11.067 habitants.

## Ciutats agermanades
- - Villerupt (França)